# Cinturón de rocas verdes de Nuvvuagittuq
El Cinturón de rocas verdes de Nuvvuagittuq (Nuvvuagittuq Greenstone Belt o "NGB") es una secuencia de rocas volcánicas metamórficas máficas a ultramáficas, con rocas sedimentarias asociadas. Está ubicado en la orilla este de la bahía de Hudson, 74 kilómetros al sudeste de Inukjuak, Quebec. Estas rocas han sufrido un metamorfismo extensivo y representan algunas de las rocas más antiguas de la Tierra.
Se han publicado dos artículos que estiman la edad del cinturón de rocas verdes de Nuvvuagittuq. Uno de ellos dio una edad de 3750 millones de años, mientras que el otro dio una edad de 4388 millones de años. En marzo de 2017, la edad del Cinturón de rocas verdes de Nuvvuagittuq aún no se había resuelto.
En marzo de 2017, Dodd y colaboradores publicaron un artículo describiendo fósiles de microorganismos encontrados en estas rocas, que corresponderían a las más antiguas formas de vida conocidas por el momento.

## Historia y geografía

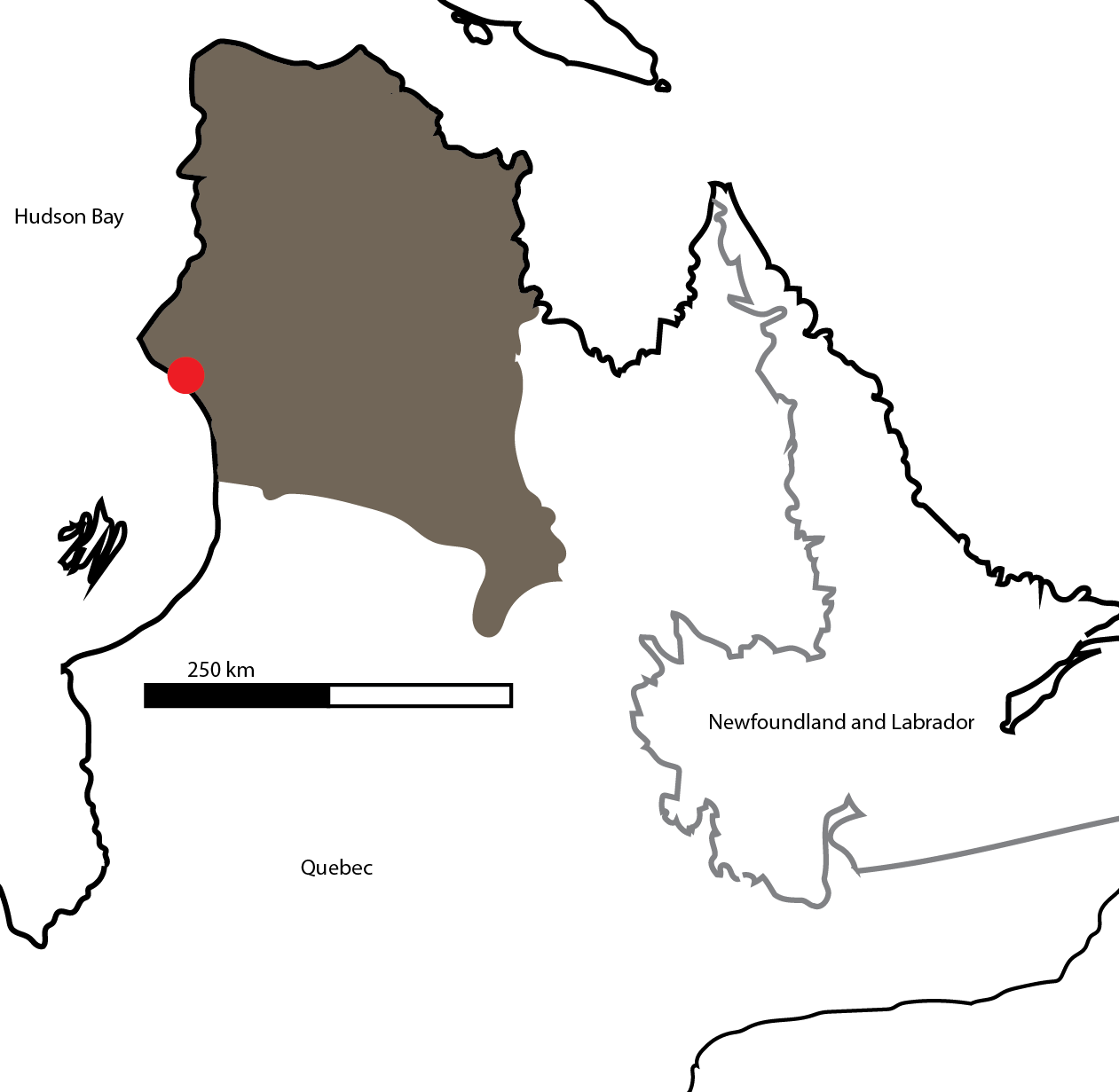
El punto rojo indica donde se localiza el NGB

Anteriormente llamado "Porpoise Cove Greenstone Belt", el Cinturón de rocas verdes de Nuvvuagittuq se mapeó por primera vez en 1965 por el Ministerio de Recursos Naturales de Quebec. El área permaneció más o menos sin examinar hasta la década de 2000 cuando los informes preliminares de circón U-Pb que datan del área del cinturón evidenciaron circones con edades de hasta 3750 Ma. Desde entonces, el Cinturón de rocas verdes de Nuvvuagittuq se ha convertido en el foco de un intenso estudio. Todavía hay considerable desacuerdo entre los científicos con respecto a la historia y la edad de esta estructura. El cinturón de Nuvvuagittuq es a su vez parte de una unidad máfica llamada 'Unidad de Ujaraaluk', ambas ubicadas en la subprovincia Ujaraaluk del bloque Minto.

### Controversia de edad
En 2007, el cinturón fue datado en un mínimo de 3.700 millones de años, usando datación de uranio y plomo en zircones que se encuentran dentro de las intrusiones graníticas que cortan partes del cinturón y, por lo tanto, son más jóvenes que las características que corta. Esta medida es ampliamente aceptada. Sin embargo, este método no proporciona una edad máxima.
En 2012, se estableció una edad de 4.321 millones de años para el Cinturón de rocas verdes de Nuvvuagittuq a partir de una datación con samario y neodimio y fraccionamiento de isótopos de neodimio. Esto se logró datando gabros intrusivos y midiendo el fraccionamiento de isótopos de neodimio en miembros menos deformados de la unidad de Ujaraaluk. La edad de 4.321Ma convertiría al Cinturón de rocas verdes de Nuvvuagittuq en las rocas más antiguas que se conocen en la Tierra.
En 2012, nuevos estudios de zircones detríticos tomados de esquistos de cuarzo y biotita en el cinturón reportaron una edad máxima de 3780Ma. El último estudio indicaría que la edad 4.321Ma no refleja la antigüedad del mismo, sino más bien proporciones de isótopos heredadas de la corteza hadeana que se fundió para formar las rocas madre del cinturón de rocas verdes de Nuvvuagittuq.
Para de marzo de 2017, este desacuerdo en las edades permanece sin resolver.

## Geología

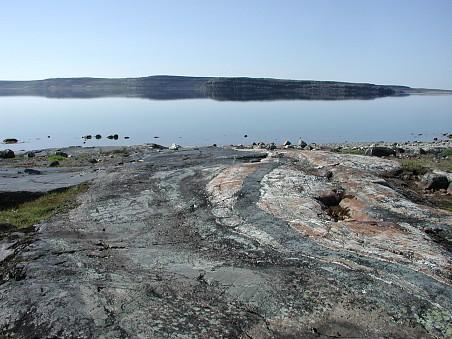
Un afloramiento de roca metamórfica de Nuvvuagittuq

El Cinturón de rocas verdes de Nuvvuagittuq contiene 3 componentes principales:
- Cummingtonitas, anfibolitas metamórficas, que forman la mayor parte del cinturón.
- Láminas máficas y ultramáficas que intruyen las anfibolitas.
- Formaciones de hierro bandeado, rocas sedimentarias que se formaron en ambientes marinos.

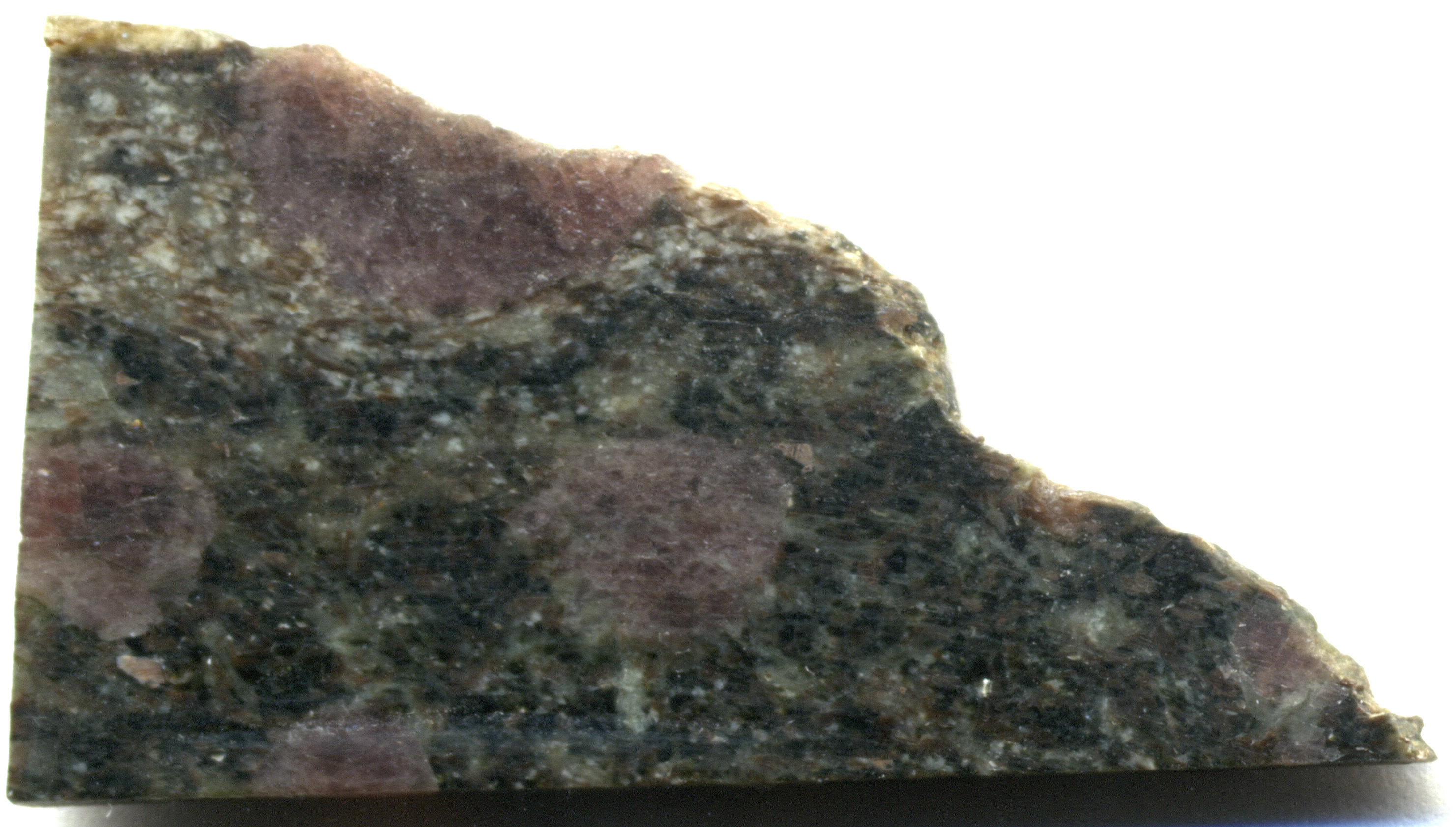
Granate en falsa anfibolita, Nuvvuagittuq Greenstone Belt

La anfibolita cummingtonítica que domina el cinturón es inusual, las secciones de la roca tienen un color beige grisáceo, en comparación con el verde oscuro de las anfibolitas comunes, lo que le da el sobrenombre de "falsa anfibolita". La anfibolita cummingtonítica presenta foliación gneísica, siendo los componentes principales cummingtonita, cuarzo, biotita y plagioclasa, y van desde las ricas a pobres en granate y se interpretan como rocas volcano-sedimentarias altamente metamorfizadas.
En la parte norte del cinturón es común la ocurrencia de láminas (sills) máficas y de gabros. Estas láminas van desde los 5 a 30 metros de espesor, y tienen interiores ricos en serpentina y talco con márgenes ricos en anfíboles. Representan un evento de intrusión significativo en la historia del cinturón de rocas verdes de Nuvvuagittuq.
Las formaciones de hierro bandeado se pueden encontrar de forma continua en la parte norte del cinturón y se componen principalmente de cuarzo, magnetita y grunerita.

## Historia de alteración
La historia de la alteración y metamorfismo en el Cinturón de rocas verdes de Nuvvuagittuq sigue siendo poco conocida en muchos aspectos. Sin embargo, se han hecho intentos para mejorar el conocimiento de este aspecto utilizando técnicas estructurales y geocronométricas. La deformación de alta presión es evidente a lo largo del cinturón como uno de los primeros períodos de deformación. Este período causó fenómenos significativos de foliación y plegamientos de escala métrica en la falsa anfibolita y en las formaciones de hierro bandeado. Los trabajos de Nadeau y O'Neil coinciden en un evento térmico después de la primera fase de deformación, fechado por O'Neil en 2.7 Ga. Este evento se registra mediante intrusiones ígneas en el cinturón y la formación de la Suite Boizard, una formación ígnea intrusiva cercana. Este evento es seguido por un período de plegamiento a escala métrica que afecta a todas las partes del cinturón.
También se ha propuesto que el cinturón de rocas verdes de Nuvvuagittuq representa una zona de paleo subducción. Las similitudes entre el cinturón y el arco Izu-Bonin-Mariana, una zona de subducción moderna, sugieren que el cinturón de Nuvvuagittuq puede haber experimentado subducción episódica durante su vida. Esta teoría no depende del momento de la formación del cinturón, y cualquiera de las dos edades representaría una subducción que ocurriría a una edad notable.

## Evidencia de vida temprana

### Formaciones de hierro bandeada
Las formaciones de hierro bandeado tienen muchas similitudes con formaciones similares encontradas en depósitos de hierro de tipo Algoma. Se ha sugerido que los depósitos de hierro de tipo Algoma pueden formarse por precipitación química debido a la actividad bacteriana en un ambiente anóxico, como se encontrarían la atmósfera y los océanos en la Tierra primitiva. Entonces, estas formaciones de hierro pueden ser una de las huellas más antiguas de la vida, lo que demuestra que pudo haber actividad biológica en el momento en que se estaba formando el protolito sedimentario del cinturón de rocas verdes de Nuvvuagittuq.

### Esquistos
Un artículo controvertido publicado en marzo de 2017 informó sobre evidencias de vida temprana en estas rocas. El documento describe supuestos fósiles de microorganismos. Las estructuras vistas se describen como tubos y filamentos de hematita, similares en morfología y tamaño a los producidos hoy por bacterias que viven en respiraderos hidrotermales submarinos. Varias microestructuras detalladas, tanto de forma como de composición química, son similares a estructuras modernas. 

### Síntesis de las pruebas
El conjunto de estas observaciones, procedentes de campos de estudio independientes, llevaron a los autores a concluir que fueron producidos por «actividad biológica» hace más de 3770 millones de años. Esta conclusión fue recibida por la comunidad científica tanto con aprobación como con escepticismo. Los autores las defendieron vigorosamente y confían en que sus conclusiones resistirán la prueba del tiempo.